# Pürevdorjiin Serdamba
Pürevdorjiin Serdamba (n. 18 aprilie 1985, Ulaanbaatar, Republica Populară Mongolă) este un boxer ce a reprezentat Mongolia, medaliat olimpic. A participat la 2 ediții ale Jocurilor Olimpice (2008, 2012) în care a câștigat o medalie de argint.